# Darılıq
Darılıq är en ort i Azerbajdzjan.   Den ligger i distriktet Cəlilabad Rayonu, i den sydöstra delen av landet, 190 km sydväst om huvudstaden Baku. Darılıq ligger 160 meter över havet och antalet invånare är 134.
Terrängen runt Darılıq är platt åt nordost, men åt sydväst är den kuperad. Runt Darılıq är det ganska tätbefolkat, med 104 invånare per kvadratkilometer.. Närmaste större samhälle är Dzhalilabad, 12,2 km nordost om Darılıq.
Omgivningarna runt Darılıq är en mosaik av jordbruksmark och naturlig växtlighet.